# 1990 WB4
1990 WB4 är en asteroid i huvudbältet som upptäcktes den 16 november 1990 av de båda japanska astronomerna Toshimasa Furuta och Yoshikane Mizuno vid Kani-observatoriet.
Asteroiden har en diameter på ungefär 11 kilometer och den tillhör asteroidgruppen Eos.